# 11 décembre
Pour les articles homonymes, voir Onze-Décembre.
11 novembre 11 janvier
Chronologies thématiques
- Croisades
- Ferroviaires
- Sports
- Disney
- Anarchisme
- Catholicisme

Abréviations / Voir aussi
- (° 1852) = né en 1852
- († 1885) = mort en 1885
- a.s. = calendrier julien
- n.s. = calendrier grégorien
- Calendrier
- Calendrier perpétuel
- Liste de calendriers
- Naissances du jour

Le 11 décembre est le 345e jour de l'année du calendrier grégorien, 346e lorsqu'elle est bissextile. Il reste 20 jours avant la fin de l'année.
C'était généralement l'équivalent du 21 frimaire du calendrier républicain, officiellement dénommé jour de l'érable (à sucre).

## Événements

### IIIesiècle
- 220 : l'empereur chinois Han Xiandi est contraint à l'abdication par Cao Pi qui met ainsi fin à la dynastie Han.

### Xesiècle
- 969 : le général Jean Ier Tzimiskès fait assassiner l'empereur byzantin Nicéphore II Phocas, et prend sa place[1].

### XIIIesiècle
- 1282 : bataille d'Orewin Bridge.

### XVIesiècle
- 1515 : Léon X cède Parme et Plaisance à la France.[réf. souhaitée]
- 1518 : le prédicateur et futur théoricien du protestantisme Ulrich Zwingli est élu à la cure de la cathédrale de Zurich[1].
- 1582 : l'année n'a pas eu de 11 décembre en France. Du fait de l'adoption du calendrier grégorien par ce pays, le lendemain du dimanche 9 décembre a été le lundi 20 décembre directement.

### XVIIesiècle
- 1602 : 
  - Sigismond III de Pologne épouse en deuxièmes noces Constance d'Autriche.
  - Dans la nuit du 11 au 12 décembre, attaque savoyarde sur la ville de Genève, épisode resté dans l'histoire sous le terme d'Escalade.
- 1618 : signature du traité de Déoulino par la Russie et la Pologne.
- 1688 : le roi catholique Jacques II d'Angleterre (Jacques VII roi d'Écosse) s'enfuit en France. Il sera formellement déposé, le 6 janvier 1689.

### XVIIIesiècle
- 1775 : en Nouvelle-Angleterre, la guerre d'indépendance contre l'Angleterre gagne les colonies du sud, la Caroline et la Géorgie.[réf. nécessaire]
- 1792 : début du procès de Louis XVI, devant la Convention[1].
- 1793 : première bataille des Quatre Chemins de l'Oie, lors de la guerre de Vendée.

### XIXesiècle
- 1813 : par le traité de Valençay, Napoléon reconnaît son prisonnier, Ferdinand VII, comme le roi d'Espagne légitime, et le relâche[1].
- 1816 : l'Indiana devient le 19e État des États-Unis.
- 1845 : aux Indes, début de la première guerre anglo-sikhe.
- 1899 : en Afrique du Sud, lors de la bataille de Magersfontein, les Boers infligent une sévère défaite aux troupes de l'Empire britannique commandées par Lord Methuen.

### XXesiècle
- 1920 : saccage de Cork par les Black and Tans, lors de la guerre d'indépendance irlandaise.
- 1931 : le Statut de Westminster abolit les quelques pouvoirs qu'avait conservés le gouvernement britannique sur les dominions, qui deviennent ainsi totalement souverains.
- 1936 : Édouard VIII du Royaume-Uni renonce au trône, en faveur de son frère cadet le duc bègue George d'York.
- 1937 : retrait de l'Italie de la SDN, conséquence des sanctions prises par l'organisation internationale contre l'État fasciste, à la suite de l'invasion de l'Éthiopie[1].
- 1941 : Seconde Guerre mondiale : l'Allemagne nazie et l'Italie fasciste déclarent la guerre aux États-Unis[2].
- 1946 : l'UNICEF est créée par les Nations unies.
- 1958 : création de la république de Haute-Volta, colonie autonome au sein de la Communauté française, en Afrique.
- 1960 : manifestations de décembre 1960 pour l'indépendance de l'Algérie, à Alger et dans plusieurs villes algériennes.
- 1981 : au Salvador, les forces gouvernementales assassinent 966 habitants du village d'El Mozote (en) et de ses environs, dans ce qui constitue le plus important massacre perpétré au cours de la guerre civile.
- 1983 : au Bangladesh, après des jours d'émeutes, l'administrateur de la loi martiale Hossain Mohammad Ershad se proclame président.
- 1993 : au Chili, Eduardo Frei remporte l'élection présidentielle, après le retrait de Pinochet du pouvoir en 1991.
- 1994 : début de la première guerre de Tchétchénie, dans le Caucase administrativement russe.
- 1997 : adoption du protocole de Kyoto au Japon par 159 pays, avec l'objectif de réduire l'émission de gaz à effet de serre.

### XXIesiècle
- 2006 : lancement de l'opération Conjunto Michoacán.
- 2014 : après avoir gagné les élections législatives de la veille, Anerood Jugnauth redevient Premier ministre de Maurice.
- 2016 :
  - élections législatives en Roumanie.
  - Dans le cadre de la guerre civile syrienne, Daech parvient à reconquérir Palmyre, qui était aux mains du gouvernement syrien depuis le 27 mars 2016.
- 2019 : sur l'Île de Bougainville, le résultat du référendum sur l'indépendance, organisé sur deux semaines, est annoncé, et voit les habitants voter à 98 % en faveur de celle-ci[3].

- 2023 : en Pologne, Donald Tusk (photo) est élu président du Conseil des ministres[4].
- 2024 : en Syrie, l'Armée nationale prend la ville de Manbij aux Forces démocratiques syriennes[5].

## Arts, culture et religion
- 1890 : élection de Charles de Freycinet (1828-1923) à l'Académie française.
- 1902 : ouverture du musée des beaux-arts du Petit Palais, à Paris.
- 1925 : publication de l'encyclique Quas Primas par le pape Pie XI, instituant la fête liturgique du Christ Roi de l'Univers (située un dimanche de chaque fin novembre, juste avant le premier dimanche de l'Avent).
- 1926 : dans l'Allemagne de la république de Weimar, publication du second tome de Mein Kampf d'Adolf Hitler.
- 1930 : en France, après une virulente campagne de presse, le préfet de police Jean Chiappe fait saisir une copie du film L'Âge d'or, de Luis Buñuel coécrit avec Salvador Dalí. Le négatif original est sauvegardé, conservé chez Marie-Laure et Charles de Noailles, les producteurs. L'interdiction de projection ne sera levée qu'en 1981[6].
- 1944 : Hubert Beuve-Méry fonde à Paris le journal de référence institutionnelle Le Monde.

## Sciences et techniques
- 1967 : à Blagnac (Toulouse), présentation du supersonique Concorde.
- 2002 : la fusée Ariane 5 explose en vol, trois minutes après son décollage[7] (de Kourou, en Guyane ?).
- 2016 : dans l'ouest des Alpes, ouverture à la circulation du tunnel de base du Saint-Gothard, le plus long tunnel du monde.

## Économie et société
- 1784 : tremblement de terre en Haïti.
- 1930 : faillite de la Bank of United States (en), comptant soixante succursales et quatre cent mille déposants, à la suite de la crise financière mondiale déclenchée un an auparavant, en 1929.
- 1946 : le Fonds des Nations unies pour l'enfance (UNICEF) est créé par l'Organisation des Nations unies.
- 1970 : le Conseil de Paris y change le nom du rond-point de l'Arc de triomphe napoléonien de l'Étoile de "place de l'Étoile" en "place Charles de Gaulle(-Étoile)"[8].
- 2001 : la Chine adhère officiellement à l'OMC, douze ans et demi après ses massacres place TienAnMen.
- 2003 : début du chantage du groupe terroriste "AZF", menaçant d'attentats à la bombe contre le réseau ferroviaire de la SNCF.
- 2007 : deux attentats à la voiture piégée frappent Alger, en Algérie (34 à 72 morts, 170 blessés).
- 2014 : attentat à Jos, au Nigeria (au moins 40 morts).
- 2016 :
  - un attentat frappe l'église copte orthodoxe Saint-Pierre-et-Saint-Paul du Caire, en Égypte (29 morts et 47 blessés).
  - Un attentat au camion piégé frappe l'entrée du port de commerce de Mogadiscio, en Somalie (29 morts et au moins 50 blessés).
  - Au Venezuela, retrait des billets de 100 bolivars forts de la circulation.
- 2018 :
  - en France, fusillade au marché de Noël de Strasbourg (5 morts et 11 blessés).
  - Au Mali, une quarantaine de civils touaregs sont massacrés, près de Ménaka, par des hommes armés suspectés d'être affiliés à l'État islamique dans le Grand Sahara.
- 2019 : en France, discours de présentation de la réforme des retraites par le Premier ministre Édouard Philippe, depuis le Palais d'Iéna, à Paris 16è, siège du Conseil économique, social et environnemental.
- 2020 : au Nigeria, environ 500 lycéens d'un pensionnat de Kankara sont enlevés par Boko Haram[9]. 344 lycéens sont libérés le 17 décembre suivant[10].

## Naissances

### XVesiècle
- 1465 : Yoshihisa Ashikaga (足利 義尚), shogun japonais († 26 avril 1489).
- 1475 : Léon X (Giovanni di Lorenzo de Médicis dit), fils de Laurent de Médicis, 217e pape, en fonction de 1513 à 1521 († 1er décembre 1521).

### XVIIIesiècle
- 1702 : Friedrich Wilhelm von Haugwitz, homme politique allemand († 30 août 1765).
- 1709 : Louise-Élisabeth d'Orléans dite Mademoiselle de Montpensier, fille du régent Philippe d'Orléans, reine d'Espagne en 1724, épouse de Louis Ier († 16 juin 1742).
- 1712 : Francesco Algarotti, philosophe italien († 3 mai 1764).
- 1724 : Louis-Joseph de Montmorency-Laval, cardinal français, évêque de Metz, de 1760 à 1802 († 17 juin 1808).
- 1725 : George Mason, homme politique américain († 7 octobre 1792).
- 1781 : David Brewster, physicien britannique († 10 février 1868).

### XIXesiècle
- 1801 : Christian Dietrich Grabbe, écrivain allemand († 12 septembre 1836).
- 1803 : Hector Berlioz, compositeur, écrivain et critique français († 8 mars 1869).
- 1810 : Alfred de Musset, poète français († 2 mai 1857).
- 1824 : « Pepete » (José Dámaso Rodríguez y Rodríguez dit), matador espagnol († 20 avril 1862).
- 1838 : John Labatt, homme d’affaires et brasseur canadien († 27 avril 1915).
- 1843 : Robert Koch, bactériologiste allemand, prix Nobel de physiologie ou médecine en 1905 († 27 mai 1910).
- 1859 : Paul Hankar, architecte et designer belge († 17 janvier 1901).
- 1863 : Annie Jump Cannon, astronome américaine († 13 avril 1941).
- 1864 : Maurice Leblanc, écrivain français († 6 novembre 1941).
- 1868 : Fortuné d'Andigné, parlementaire français († 28 août 1935).
- 1876 : 
  - Mieczysław Karłowicz, compositeur polonais († 8 février 1909).
  - Léon Huybrechts, skipper belge champion olympique († 9 février 1956).
- 1882 :
  - Subramanya Bharathi (சுப்பிரமணிய பாரதி), poète indien († 11 septembre 1921).
  - Max Born, physicien allemand, Prix Nobel de physique en 1954 († 5 janvier 1970).
  - Fiorello LaGuardia, homme politique américain, maire de New York de 1934 à 1945 († 20 septembre 1947).
- 1890 : Carlos Gardel, chanteur et compositeur argentin d'origine française et toulousaine († 24 juin 1935).
- 1896 : « Maera » (Manuel García López dit), matador espagnol († 11 décembre 1924).
- 1898 : Joseph Marie Trinh-nhu-Khuê, cardinal vietnamien, archevêque de Hanoï de 1950 à 1978 († 27 novembre 1978).
- 1900 : Émile Gagnan, ingénieur français († 27 avril 1984).

### XXesiècle
- 1901 :
  - Marc-Cab (Marcel Cabridens dit), homme de théâtre, parolier et librettiste français († 18 octobre 1978).
  - John Moors Cabot, diplomate américain († 24 février 1981).
- 1902 : Harald Kreutzberg, danseur allemand († 25 avril 1968).
- 1903 : Lawrence Quincy Mumford, bibliothécaire au Congrès américain († 15 août 1982).
- 1904 : Felix Nussbaum, peintre juif allemand († 2 août 1944).
- 1905 : Gilbert Roland (Luis Antonio Damaso de Alonso dit), acteur américain († 15 mai 1994).
- 1906 : Birago Diop, écrivain et poète sénégalais († 25 novembre 1989).
- 1907 : Adriano Vignoli, cycliste italien († 16 juin 1996).
- 1908 :
  - Elliott Carter, compositeur américain († 5 novembre 2012).
  - Manoel de Oliveira, réalisateur de cinéma portugais devenu centenaire († 2 avril 2015).
- 1909 : Frederick Andrew « Fred » Seaton, journaliste et homme politique américain († 16 janvier 1974).
- 1910 : Marius Patinaud, homme politique français († 23 mars 1987).
- 1911 :
  - Valmond « Val » Guest, scénariste, réalisateur et producteur britannique († 10 mai 2006).
  - Naguib Mahfouz (نجيب محفوظ), écrivain égyptien, prix Nobel de littérature en 1988 († 30 août 2006).
  - Clément Duhour, athlète, chanteur, comédien, réalisateur et producteur français († 3 janvier 1983).
- 1912 : Carlo Ponti, producteur italien († 10 janvier 2007).
- 1913 : Jean Marais (Jean Alfred Villain-Marais dit), acteur, écrivain, peintre et sculpteur français († 8 novembre 1998).
- 1914 : Pierre Noal, homme politique français († 27 octobre 1986).
- 1915 : Blanche Hanalis, scénariste américaine († 27 juillet 1992).
- 1916 : Pérez Prado, compositeur et chef d'orchestre cubain, roi du mambo († 14 septembre 1989).
- 1918 : Alexandre Soljenitsyne (Александр Исаевич Солженицын), écrivain russe, dissident face au régime soviétique, prix Nobel de littérature en 1970 († 3 août 2008).
- 1919 :
  - Digby McLaren, géologue et paléontologue canadien d'origine irlandaise († 8 décembre 2004).
  - Marie Windsor (Emily Marie Bertelson dite), actrice américaine († 10 décembre 2000).
- 1920 : Jacques Douai (Gaston Tanchon dit), chanteur français († 7 août 2004).
- 1921 : Madeleine Attal-Charvet, actrice, metteuse en scène, speakerine et femme française de télévision régionale devenue centenaire († 13 janvier 2023).
- 1922 : Grace Paley, écrivaine américaine († 22 août 2007).
- 1923 : Betsy Blair (Elizabeth Winifred Boger dite), actrice américaine († 13 mars 2009).
- 1924 :
  - Olga Bianchi, pacifiste et féministe chilienne († 30 août 2015).
  - Giovanni Saldarini, cardinal italien, archevêque émérite de Turin depuis 1999 († 18 avril 2011).
- 1925 : Paul Greengard, neuroscientifique américain, prix Nobel de physiologie ou médecine en 2000 († 13 avril 2019).
- 1926 : Willie Mae « Big Mama » Thornton, chanteuse de blues américaine († 25 juillet 1984).
- 1927 : John Buscema, dessinateur de comics américain († 10 janvier 2002).
- 1930 :
  - Chus Lampreave (María Jesús Lampreave Pérez dite), actrice espagnole († 4 avril 2016).
  - Jean-Louis Trintignant, acteur et réalisateur français († 17 juin 2022).
- 1931 :
  - Anne Heywood (Violet Pretty dite), actrice britannique.
  - Rita Moreno, actrice, danseuse et chanteuse portoricaine.
  - Osho (Rajneesh Chandra Mohan Jain (रजनीश चन्द्र मोहन जैन) dit), gourou indien († 19 janvier 1990).
  - Pierre Pilote, hockeyeur sur glace québécois († 9 septembre 2017).
- 1932 : Nancy Holloway (Nancy Brown dite), chanteuse américaine († 28 août 2019).
- 1933 : Roch Demers, producteur, acteur et scénariste québécois († 17 août 2021).
- 1935 :
  - Pranab Mukherjee (प्रणब मुखर्जी), homme politique, assistant social, journaliste et écrivain indien, président de l'Inde de 2012 à 2017 († 31 août 2020).
  - Elmer Vasko, hockeyeur sur glace canadien († 30 octobre 1998).
- 1937 : James « Jim » Harrison, romancier, poète et scénariste américain († 26 mars 2016).
- 1938 :
  - Enrico Macias (Gaston Ghrenassia dit), chanteur français.
  - Christian Mégrelis, homme d’affaires français d'origine helléno-auvergnate, écrivain, poète et chrétien engagé, ancien conseiller de M. Gorbatchev pendant deux ans.
  - McCoy Tyner, pianiste américain de jazz († 6 mars 2020).
- 1940 :
  - Donna Mills, actrice américaine.
  - David George Joseph « Dave » Richardson, hockeyeur professionnel canadien.
- 1941 : Jean-Paul Parisé, hockeyeur professionnel canadien († 7 janvier 2015).
- 1943 :
  - John Kerry, homme politique américain, candidat à la présidence contre George W. Bush, secrétaire d'État puis chargé de la lutte contre le réchauffement climatique.
  - Anne Vanderlove, autrice-compositrice-interprète française d'origine néerlandaise († 30 juin 2019).
  - Daniel Vélasquez, athlète français spécialiste du 400 m.
- 1944 : 
  - Teri Garr, actrice américaine.
  - Michael Lang, producteur de musique américain († 8 janvier 2022).
  - Brenda Lee (Brenda Mae Tarpley dite), chanteuse américaine.
- 1945 :
  - Peter Dalla Riva, joueur canadien de football canadien.
  - Zienia Merton, actrice britannique († 14 septembre 2018).
  - Jarno Saarinen, pilote de course de moto finlandais († 20 mai 1973).
- 1946 : Robert Van Lancker, coureur cycliste belge sur piste.
- 1948 :
  - Marie-Lou Dion, actrice québécoise.
  - Chantal Neuwirth, actrice française.
  - Shinji Tanimura, chanteur japonais († 8 octobre 2023).
- 1950 : Christina Onassis, fille d'Aristote Onassis († 19 novembre 1988).
- 1951 : 
  - Apollo Faye, basketteur français.
  - Ria Stalman, athlète néerlandaise championne olympique du lancer du disque.
- 1953 : Christine Dejoux, actrice et humoriste française (co-animatrice du faux Schmilblick, sketch de Coluche).
- 1954 : Jermaine Jackson, bassiste et chanteur américain issu des frères Jackson Five.
- 1958 : Nikki Sixx, bassiste américain du groupe Mötley Crüe.
- 1960 : 
  - Anders Eldebrink, hockeyeur professionnel suédois.
  - Victor Malka, enseignant universitaire, producteur de radio sur France Culture et directeur français de revue.
- 1961 :
  - Macky Sall, géologue et homme politique sénégalais, premier ministre puis président de la République depuis 2012.
  - Robert « Bob » Sebra, joueur de baseball américain.
- 1962 :
  - Robert Benedict « Ben » Browder, acteur américain.
  - Thierry Cazals, écrivain et poète français.
- 1963 : Françoise Damado, athlète sénégalaise.
- 1964 :
  - Michel Courtemanche, humoriste et producteur québécois.
  - David Rene « Dave » Gagner, hockeyeur professionnel canadien.
  - Lewis Trondheim (Laurent Chabosy dit), dessinateur, scénariste et éditeur français de bande dessinée.
  - Carolyn Waldo, nageuse synchronisée canadienne.
- 1967 : Mo'Nique (Monique Angela Hicks dite), humoriste et actrice américaine.
- 1968 :
  - Benny(-)B (prononcé Benny Bi, pour Abdel Hamid Gharbaoui dit), rappeur et b-boy belge francophone du trio du même nom (avec Perfect et Daddy K).
  - Emmanuelle Charpentier, microbiologiste, généticienne et biochimiste française, prix Nobel de chimie en 2020.
  - Fabrizio Ravanelli, footballeur italien.
- 1969 : Viswanathan Anand (விசுவநாதன் ஆனந்த்), grand maître d'échecs indien.
- 1970 : Grégori Baquet, acteur, chanteur, réalisateur, metteur en scène français.
- 1971 : 
  - Alain Rayes, homme politique canadien.
  - Olivier Speltens, auteur de bande dessinée belge.
- 1972 : 
  - Daniel Alfredsson, hockeyeur suédois.
  - LaMont Smith, athlète américain champion olympique du 4 x 400 m.
- 1973 :
  - Mos Def (Dante Terrell Smith dit), acteur, rappeur, chanteur et producteur américain.
  - Ralph Intranuovo, hockeyeur professionnel canado-italien.
- 1974 : Oscar Gutierrez Rubio, catcheur américain.
- 1975 : Martin Prusek, hockeyeur professionnel tchèque.
- 1976 :
  - Shareef Abdur-Rahim, basketteur américain.
  - Balázs Ander, homme politique hongrois.
- 1977 : Mark Streit, hockeyeur professionnel suisse.
- 1978 : Christophe Lemoine, comédien français.
- 1981 :
  - Javier Saviola, footballeur argentin.
  - Zacky Vengeance (Zachary James Baker dit), guitariste américain de Avenged Sevenfold.
- 1983 : David Joy, romancier américain.
- 1984: Olga Skabeïeva, personnalité de la télévision et politique russe.
- 1986 : Roy Hibbert, basketteur américano-jamaïcain.
- 1990 :
  - William « Billy » Baron, basketteur américain.
  - Hyorin (Kim Hyo-jeong / 김효정 dite), chanteuse et danseuse sud-coréenne.
- 1993 : Thibaut Vion, footballeur français.

## Décès

### IVesiècle
- 384 : Damase Ier, 37e pape, en fonction du 1er octobre 366 à sa mort (° date inconnue vers 305).

### Xesiècle
- 969 : Nicéphore II Phocas, empereur byzantin, assassiné par le général putschiste Jean Ier Tzimiskès (° c. 912).

### XIIesiècle
- 1121 : Al-Afdal Shâhânshâh (الأفضل شاهنشاه بن بدر الجمالي), vizir d'Égypte (° 1066).

### XIIIesiècle
- 1227 : Robert de Ros (en), baron anglo-normand (° 1177).
- 1282 :
  - Llywelyn le Dernier, prince gallois de Gwynedd (° vers 1228).
  - Michel VIII Paléologue (Μιχαήλ Η΄ Παλαιολόγος), empereur byzantin, de 1261 à 1282 (° 1225).

### XVIesiècle
- 1533 : Étienne Le Court, curé français, étranglé puis brûlé à Rouen (° date inconnue).
- 1582 : Ferdinand Alvare de Tolède, troisième duc d'Albe, décédé à Lisbonne au Portugal; ° 29 octobre 1507).

### XVIIesiècle
- 1661 : Cecco Bravo, peintre italien (° 15 novembre 1601).
- 1686 : Louis II de Bourbon-Condé dit le Grand Condé, duc d'Enghien puis prince de Condé (° 8 septembre 1621).
- 1694 : Ranuce II Farnèse, duc de Parme (° 17 septembre 1630).

### XVIIIesiècle
- 1737 : John Strype (en), biographe et historien britannique (° 1er novembre 1643).
- 1757 : Edmund Curll, éditeur britannique (° vers 1675).
- 1797 : Richard Brocklesby, médecin britannique (° 11 août 1722).

### XIXesiècle
- 1817 :
  - Marguerite de Gourbillon, favorite de Marie-Joséphine de Savoie (° 24 décembre 1737).
  - Marie Walewska, maîtresse de Napoléon Ier (° 7 décembre 1786)[1].
- 1829 : Anne-Louis-Henri de La Fare, religieux français, cardinal, évêque de Nancy de 1787 à 1816, archevêque de Sens de 1817 à 1829 (° 8 septembre 1752).
- 1840 : Kōkaku (光格天皇), empereur du Japon de 1779 à 1817 (° 23 septembre 1771).
- 1880 : Oliver Winchester, manufacturier américain d'armes à feu (° 30 novembre 1810).
- 1886 : 
  - Félix Cottavoz, peintre français (° 5 avril 1810).
  - Johann Baptist Franzelin, cardinal autrichien (° 15 avril 1816).
- 1900 : Edmond de Sélys Longchamps, homme politique, entomologiste et ornithologue belge (° 25 mai 1813).

### XXesiècle
- 1904 : John White Chadwick, théologien et écrivain américain (° 19 octobre 1840).
- 1909 : Innokenti Annenski (Инноке́нтий Фёдорович А́нненский), poète russe (° 1er septembre 1856).
- 1920 : Olive Schreiner, féministe et écrivaine sud-africaine (° 24 mars 1855).
- 1921 : Robert de Montesquiou, homme de lettres et dandy français (° 7 mars 1855).
- 1924 : « Maera » (Manuel García López dit), matador espagnol (° 11 décembre 1896).
- 1937 : Ángel Pestaña, militant anarchosyndicaliste espagnol (° 14 février 1886).
- 1938 : Christian Lous Lange, pacifiste norvégien, prix Nobel de la paix en 1921 (° 17 septembre 1869).
- 1941 : Émile Picard, mathématicien et académicien français (° 24 juillet 1856).
- 1945 : Charles Fabry, physicien français, codécouvreur de la couche d'ozone en 1913 (° 11 juin 1867).
- 1949 : Charles Dullin, metteur en scène et acteur français (° 8 mai 1885).
- 1950 : Leslie Comrie, astronome et pionnier de l'informatique britannique, d'origine néo-zélandaise (° 15 août 1893).
- 1951 : Hervé Deniel, lutteur français (° 14 février 1899).
- 1952 : Lawrence « Larry » Henry Aurie, hockeyeur professionnel canadien (° 8 février 1905).
- 1964 :
  - Sam Cooke (Samuel Cook dit), chanteur américain de rhythm and blues (° 22 janvier 1931).
  - Percy Kilbride, acteur américain (° 16 juillet 1888).
  - Alma Mahler, artiste, compositrice et peintre autrichienne (° 31 août 1879).
- 1968 : André Raponda-Walker, évêque gabonais (° 19 juillet 1871).
- 1969 : Geneviève Fauconnier, écrivaine française (° 3 janvier 1886).
- 1970 : Fernand Schreurs, homme politique belge (° 26 juillet 1900).
- 1971 : Maurice McDonald, pionnier américain de la restauration rapide (° 26 novembre 1902).
- 1977 : Raymond Bernard, cinéaste français (° 10 octobre 1891).
- 1978 : Vincent du Vigneaud, chimiste américain, prix Nobel de chimie en 1955 (° 18 mai 1901).
- 1980 :
  - Victoria-Louise de Prusse, princesse allemande, fille unique de l'empereur Guillaume II (° 13 septembre 1892).
  - Georges Brousse, homme politique français (° 15 octobre 1909).
- 1981 :
  - Xavier Grall, écrivain franco-breton (° 22 juin 1930).
  - Raymond Rouleau, acteur et réalisateur belge (° 4 juin 1904).
- 1984 : Samuel Leo « Sam » LoPresti, hockeyeur professionnel américain (° 30 janvier 1917).
- 1991 :
  - Artur Lundkvist, écrivain suédois, juré du prix Nobel de littérature depuis 1968 (° 3 mars 1906).
  - Mario Tobino, poète, écrivain et psychiatre italien (° 16 janvier 1910).
- 1992 : Suzanne Lilar, écrivain belge francophone (° 21 mai 1901).
- 1993 : Elvire Popesco, actrice française d’origine roumaine (° 10 mai 1894).
- 1994 : Youli Raizman, réalisateur soviétique (° 15 décembre 1903).
- 1995 : Robert Lado, linguiste américain théoricien de l'enseignement des langues étrangères (° 31 mai 1915).
- 1996 : Marie-Claude Vaillant-Couturier, femme politique française, veuve de Paul Vaillant-Couturier, puis de Pierre Villon (° 3 novembre 1912).
- 1997 : Eddie Chapman, gangster britannique (° 16 novembre 1914).
- 1998 :
  - Jack Coleman, basketteur américain (° 23 mai 1924).
  - Alain Janey, acteur français (° 28 février 1926).
  - André Lichnerowicz, mathématicien français (° 21 janvier 1915).
  - Jimmy Mackay, footballeur australien (° 19 décembre 1943).
  - Max Streibl, homme politique allemand (° 6 janvier 1932).

### XXIesiècle
- 2002 : Louis Van Linden, footballeur belge (° 8 janvier 1928).
- 2003 :
  - Ahmadou Kourouma, écrivain ivoirien (° 24 novembre 1927).
  - Ann Petersen, actrice belge (° 22 juin 1927).
  - Paulos Tzadua, cardinal éthiopien, archevêque d'Addis-Abeba de 1977 à 1998 (° 25 août 1921).
- 2005 : François Vercken, compositeur français (° 8 avril 1928).
- 2006 : Elizabeth Bolden, doyenne de l'humanité américaine (° 15 août 1890).
- 2007 :
  - Rolland Boitelle, escrimeur, arbitre puis dirigeant sportif français (° 31 décembre 1924).
  - Johann Georg Koch, juriste allemand (° 2 août 1952).
- 2008 :
  - Daniel Carleton Gajdusek, pédiatre, virologue et biologiste américain (° 9 septembre 1923).
  - Bettie Page, mannequin américain (° 22 avril 1923).
- 2009 :
  - Abdoulaye Diack, homme politique sénégalais (° 7 avril 1933).
  - Jacques Échantillon, comédien et metteur en scène français (° 12 décembre 1934).
  - Moustapha Ndoye, cinéaste sénégalais (° 1968).
- 2011 :
  - John Patrick Foley, cardinal catholique américain (° 11 novembre 1935).
  - Jean-Paul Fugère, réalisateur de télévision, romancier et syndicaliste québécois (° 25 juin 1921).
- 2012 :
  - Galina Vichnevskaïa (Гали́на Па́вловна Вишне́вская), soprano russe, veuve de Mstislav Rostropovitch (° 25 octobre 1926).
  - Ravi Shankar (Rabindra Shankar Chowdhury / রবীন্দ্র শঙ্কর চৌধুরী dit), compositeur et musicien indien (° 7 avril 1920).
  - Nicola Simbari, peintre italien (° 13 juillet 1927).
- 2013 : 
  - Nadir Afonso, peintre, architecte et théoricien de l'art portugais (° 4 décembre 1920).
  - Kate Barry, photographe britannique (° 8 avril 1967).
  - Regina Derieva, poétesse et écrivaine russe (° 7 février 1949).
  - Gipo Farassino, chanteur et homme politique italien (° 11 mars 1934).
- 2014 : 
  - Michel duCille, photographe américain (° 24 janvier 1956)
  - Georges Lagrange, évêque catholique français (° 23 novembre 1929).
  - Gerald Sim, acteur britannique (° 4 juin 1925).
  - Ahmed al-Tilemsi, djihadiste malien (° ? 1977).
  - Hans Wallat, chef d'orchestre allemand (° 18 octobre 1929).
- 2016 :
  - Esma Redžepova, chanteuse rom (° 8 août 1943).
  - François de Witt, journaliste économique français.
- 2017 : Charles Robert Jenkins, soldat américain.
- 2019 : Nicole de Buron, écrivaine et journaliste française (° 12 janvier 1929).
- 2020 : Kim Ki-duk, cinéaste coréen (° 20 décembre 1960).
- 2021 : 
  - Jack Hedley, acteur britannique (° 28 octobre 1929).
  - Hiroshi Hirata, auteur de bande dessinée japonaise (° 9 février 1937).
  - Anne Rice, écrivaine américaine (° 4 octobre 1941).
  - Manuel Santana, joueur de tennis espagnol (° 10 mai 1938).
  - Tyler Stovall, historien et universitaire américain (° 9 avril 1954).
- 2022 :
  - Angelo Badalamenti, compositeur et arrangeur musical américain (° 22 mars 1937).
  - Chris Boucher, scénariste britannique (° 15 février 1943).
  - Wolf Erlbruch, illustrateur et écrivain pour la jeunesse allemand (° 30 juin 1948).
  - Frances Hesselbein, femme d'affaires américaine (° 1er novembre 1915).
  - Klemens Ludwig, astrologue et écrivain allemand (° 23 décembre 1955).
- 2023 :
  - Andre Braugher, acteur américain (° 1er juillet 1962).
  - Alain Chartrand, réalisateur, scénariste, producteur et monteur canadien (° 2 février 1946).
  - Mary Habsch, artiste-peintre belge (° 4 juin 1931).
  - Abdelhafid Kadiri, homme politique marocain (° 1927).
  - Ferdinand Keller, footballeur allemand (° 30 juillet 1946).
  - Jean-Pierre Monciaux, entraîneur d'athlétisme français (° 7 octobre 1962).
  - Paulin Obame Nguema, homme politique gabonais (° 28 décembre 1934).
  - Camden Toy, acteur américain (° 31 mai 1955).
  - Zahara, chanteuse, compositrice et interprète sud-africaine (° 9 novembre 1987).
- 2024 :
  - Hannes Androsch, entrepreneur, consultant et homme politique autrichien (° 18 avril 1938).
  - Khalil Haqqani, taliban afghan (° 1er janvier 1966).
  - Michio Mamiya, compositeur japonais (° 29 juin 1929).
  - Alain Pompidou, scientifique et homme politique français (° 5 avril 1942).

## Célébrations

### Internationales et nationales
- Nations unies : journée internationale de la montagne[11].

- Argentine : Dia nacional del tango (« journée nationale du tango [12]»[13])
- Burkina Faso : fête (nationale) de la République instaurée en 1958[14].
- Indiana (États-Unis d'Amérique) : Indiana Day (en) ou « fête de l'Indiana » commémorant l'admission de ce 19e État dans l'Union fédérale en 1816[15].

### Saints des Églises chrétiennes

#### Catholique et orthodoxe
- Aleithelas († 354), martyr.
- Avre (VIIe siècle), ermite.
- Barsabas († 342), Abbé.
- Daniel le Stylite († vers 490), surnommé ainsi car vécut sur une colonne, près de Constantinople[16],[17].
- Envel (VIe siècle), ermite.
- Fivetein († 888), moine.
- Léonce d'Achaïe (Ve siècle), ermite.
- Luc le Nouveau Stylite († 979), moine.
- Sabin de Plaisance († 420), évêque.
- Victoric, Gentien et Fuscien († v. 303), martyrs.

#### Saints ou bienheureux des Églises catholiques
Saints ou béatifiés du jour :
- Arthur Bell († 1643), bienheureux prêtre franciscain anglais martyr.
- David d'Hemmerode († 1179), bienheureux moine.
- Franco Lippi († 1291), bienheureux ermite italien
- Hugolin Magalotti († 1373), bienheureux ermite italien
- Jérôme Ranuzzi († 1445), bienheureux religieux italien.
- María de las Maravillas de Jesús Pidal y Chico de Guzman († 1974), carmélite espagnole.
- Martin de Saint-Nicolas († 1632), bienheureux prêtre espagnol martyr.
- Melchior de Saint-Augustin († 1632), bienheureux prêtre espagnol martyr.

#### Saint des Églises orthodoxes
- Nicon de Kiev († 1088), moine.
- Vincent (?), avec Térence, Émilien et Bébaia, martyrs par le glaive[17] (dates éventuellement différentes dans les calendriers julien ou orientaux).

### Prénoms du jour
- Daniel et ses variantes et diminutifs très nombreux, tant masculins que féminins : Dan, Dany, Danièle, Danielle, Daniella, Daniela, Danon, Niels, Nilson, Nilsen, Nielson, Nielsen, Nielsson, Nielssen, etc.

Et aussi :
- Damase,
- Gentien,
- Sabin et sa variante Savin (et 29 août des Sabine, Sabrina etc.),
- aux Victoric.

## Traditions et superstitions

### Dicton
- « Tel temps à la Saint-Daniel, même temps à Noël. »[18]

### Astrologie
- Signe du zodiaque : 19e jour du Sagittaire.

## Toponymie
- Les noms de plusieurs voies, places, sites ou édifices de pays ou régions francophones contiennent cette date sous diverses graphies : voir Onze-Décembre .